# Poceapînți, Jmerînka
Poceapînți (în ucraineană Почапинці) este localitatea de reședință a comunei Poceapînți din raionul Jmerînka, regiunea Vinnița, Ucraina.

## Demografie
Componența lingvistică a localității Poceapînți
     Ucraineană (99,52%)
     Alte limbi (0,48%)
Conform recensământului din 2001, majoritatea populației localității Poceapînți era vorbitoare de ucraineană (99,52%), existând în minoritate și vorbitori de alte limbi.